# Edward James Olmos
Edward James Olmos (n. 24 februarie 1947, Los Angeles) este un actor american mexican și regizor. Printre cele mai notabile roluri ale sale sunt William Adama în serialul reimaginat Battlestar Galactica, Lt. Martin Castillo din Miami Vice, profesorul Jaime Escalante în Stand and Deliver, patriarhul Abraham Quintanilla în filmul Selena, detectivul Gaff din Blade Runner, naratorul El Pachuco în piesa de teatru și filmul Zoot Suit.
În 1988, Olmos a fost nominalizat la Premiul Oscar pentru cel mai bun actor pentru interpretarea sa în filmul Stand and Deliver.
Printre alte producții notabile la care a lucrat ca actor latino, regizor sau producător de film  se numără filme de televiziune sau emisiuni TV precum American Me, The Burning Season, My Family/Mi Familia, 12 oameni furioși, The Disappearance of Garcia Lorca, Walkout, The Wonderful Ice Cream Suit sau American Family: Journey of Dreams.

## Filmografie

### Film
| An   | Titlu                              | Rol                      | Note               |
| ---- | ---------------------------------- | ------------------------ | ------------------ |
| 1974 | Black Fist                         | Junkie in Bathroom       | nemenționat        |
| 1975 | Aloha Bobby and Rose               | Chicano #1               | Ca Eddie Olmos     |
| 1977 | Alambrista!                        | Drunk                    |                    |
| 1980 | Fukkatsu no hi (Virus)             | Capt. Lopez              |                    |
| 1981 | Wolfen                             | Eddie Holt               |                    |
| 1981 | Zoot Suit                          | El Pachuco               |                    |
| 1982 | Blade Runner                       | Gaff                     |                    |
| 1982 | The Ballad of Gregorio Cortez      | Gregorio Cortez          |                    |
| 1985 | Saving Grace                       | Ciolino                  |                    |
| 1988 | Stand and Deliver                  | Jaime Escalante          |                    |
| 1989 | The Fortunate Pilgrim              | Frank Corbo              |                    |
| 1989 | Triumph of the Spirit              | Gypsy                    |                    |
| 1991 | Talent for the Game                | Virgil Sweet             |                    |
| 1992 | American Me                        | Montoya Santana          | Și regizor         |
| 1993 | Roosters                           | Gallo Morales            |                    |
| 1993 | Even Cowgirls Get the Blues        | Musician at Barbecue     |                    |
| 1994 | A Million to Juan                  | Angel                    |                    |
| 1995 | Mirage                             | Matteo Juarez            |                    |
| 1995 | My Family                          | Paco                     |                    |
| 1996 | Dead Man's Walk                    | Capt. Salazar            |                    |
| 1996 | Caught                             | Joe                      |                    |
| 1997 | Selena                             | Abraham Quintanilla, Jr. |                    |
| 1997 | The Disappearance of Garcia Lorca  | Roberto Lozano           |                    |
| 1997 | Hollywood Confidential             | Stan Navarro, Sr.        |                    |
| 1998 | The Wonderful Ice Cream Suit       | Vamanos                  |                    |
| 2000 | The Road to El Dorado              | Chief Tannabok           | voce               |
| 2000 | Gossip                             | detectiv Curtis          |                    |
| 2002 | Jack and Marilyn                   | Pasquel                  |                    |
| 2005 | Cerca, La                          | Nino                     |                    |
| 2005 | Nausicaä of the Valley of the Wind | Mito                     | dublaj în engleză  |
| 2006 | Splinter                           | Capt. Garcia             |                    |
| 2008 | Beverly Hills Chihuahua            | Diablo                   | Voce               |
| 2011 | The Green Hornet                   | Michael Axford           |                    |
| 2011 | America                            | Mr. Irving               |                    |
| 2012 | Filly Brown                        | Leandro                  | Și producător      |
| 2013 | Go for Sisters                     | Freddy Suarez            |                    |
| 2013 | 2 Guns                             | Papa Greco               |                    |
| 2014 | Unity                              | Narator                  | Documentar         |
| 2016 | El Americano: The Movie            | Gayo "El Jefe"           | Voce Și producător |
| 2016 | Monday Nights at Seven             | Charlie                  | Și producător      |
| 2017 | Blade Runner Black Out 2022        | Gaff                     | Voce Scurtmetraj   |
| 2017 | Blade Runner 2049                  | Gaff                     | Cameo              |
| 2017 | Coco                               | Chicharrón               | Voce               |
| 2019 | A Dog's Way Home                   | Axel                     |                    |
| 2019 | Windows on the World               | Balthazar                |                    |
| 2019 | The Devil Has a Name               | Santiago                 | Și regizor         |
| 2019 | Imprisoned                         | Hospicio                 |                    |
| 2021 | Walking with Herb                  | Joe                      |                    |

## Moștenire
Asteroidul 5608 Olmos îi poartă numele.

## Legături externe
- Honoured by Muslim Public Affairs Committee Arhivat în 29 septembrie 2007, la Wayback Machine. (video)
- Edward James Olmos la Internet Movie Database
- Edward James Olmos la TV Guide
- Edwards James Olmos' Television Schedule
- Interview with EJO at PBS
- EJO Speaks at Pennsylvania State University Arhivat în 21 aprilie 2006, la Wayback Machine.
- Edward James Olmos - the New Father of Science Fiction

Format:EmmyAward DramaSupportingActor 1976-2000
Format:Saturn Award for Best Actor on Television